# Szpital Pediatryczny im. Janusza Korczaka w Łodzi
Szpital Pediatryczny im. Janusza Korczaka w Łodzi (dawn. Szpital Anny Marii dla dzieci w Łodzi) – powstały w 1905 r. (część pawilonów wybudowano w 1908 i 1928 r.) pierwszy szpital pediatryczny w Łodzi, zrealizowany m.in. z inicjatywy Edwarda Herbsta i Matyldy Herbst z Scheiblerów. Pierwsza nazwa szpitala nawiązuje do imienia ich zmarłej córki. Pracowali tu wybitni lekarze, m.in.: Józef Brudziński, Władysław Szenajch, Tadeusz Mogilnicki, Ludwik Gundlach, Anna Margolis, Henryka Frenkel i Tola Minc.

## Historia
Szpital rozpoczął działalność 9 marca 1905 roku. Głównymi inicjatorami i fundatorami byli Edward i Matylda Herbstowie, wśród pozostałych inicjatorów budowy obiektu należeli także m.in.: Karol Jonscher, Emil Geyer, Juliusz Kunitzer. W latach 1903–1904 powstał budynek administracyjny, pawilon chirurgii, pawilon laryngologii, pawilon neurologii, pawilon zakaźny, pralnię i prosektorium. W 1908 r. do pawilonu chirurgii dobudowano część rehabilitacyjną.

## Architektura
Szpital stanowią wolno stojące pawilony w otoczeniu parkowym. Kompleks szpitalny wzniesiono z cegły ceramicznej pełnej na zaprawie wapiennej. Ceglane są również ściany działowe w budynkach (oprócz drewnianych ścian poddaszy). Charakterystyczną cechą wyróżniającą architekturę budynków szpitalnych są wysokie, ostrołukowe otwory okienne i drzwiowe. W budynku administracyjnym frontowym wejście główne zaakcentowano rozetą z kolorowym przeszkleniem.